# Poncin
Poncin es una comuna francesa situada en el departamento de Ain, de la región de Auvernia-Ródano-Alpes. Pertenece a la comunidad de comunas Rives de l'Ain - Pays du Cerdon.

## Demografía
| 1 204 | 1 279 | 1 157 | 1 210 | 1 115 | 1 144 | 1 229 | 1 360 | 1 550 | 1 686 | 1 703 |
| Para los censos de 1962 a 1999 la población legal corresponde a la población sin duplicidades (Fuente: INSEE [Consultar]) |       |       |       |       |       |       |       |       |       |       |